# Lotus (嵐)
《Lotus》是嵐的第35枚單曲。於2011年2月23日發行。唱片公司為J Storm。

## 解說
- 與前作無盡的天空相距約3個月，為2011年的第一張單曲。
- 主打歌是成員相葉雅紀主演，朝日電視台金曜深夜連續劇『王牌酒保』主題曲。

### 主要紀錄
- 根據公信榜，預售日即2011年2月22日截止的單曲榜上，本作品的預售銷量達至24.1萬張，刷新「Troublemaker」的記錄。

## 收錄曲

### 通常版
1. Lotus
作詞：Soluna
作曲：iiiSAK、HYDRANT、大島こうすけ
編曲：佐々木博史、iiiSAK
朝日電視台金曜深夜連續劇『王牌酒保』主題曲
2. ever
作詞：作田雅弥、alt
作曲：大島こうすけ
編曲：石塚知生
3. Boom Boom
作詞：100+
Rap詞：櫻井翔
作曲：Erik Lidbom、Jon Hallgren
編曲：ha-j
4. Lotus（Original Karaoke）
5. ever（Original Karaoke）
6. Boom Boom（Original Karaoke）

### 初回限定版

#### CD
1. Lotus
2. ever

#### DVD
1. Lotus（PV）